# Lista de presidentes da Câmara Municipal de Coimbra

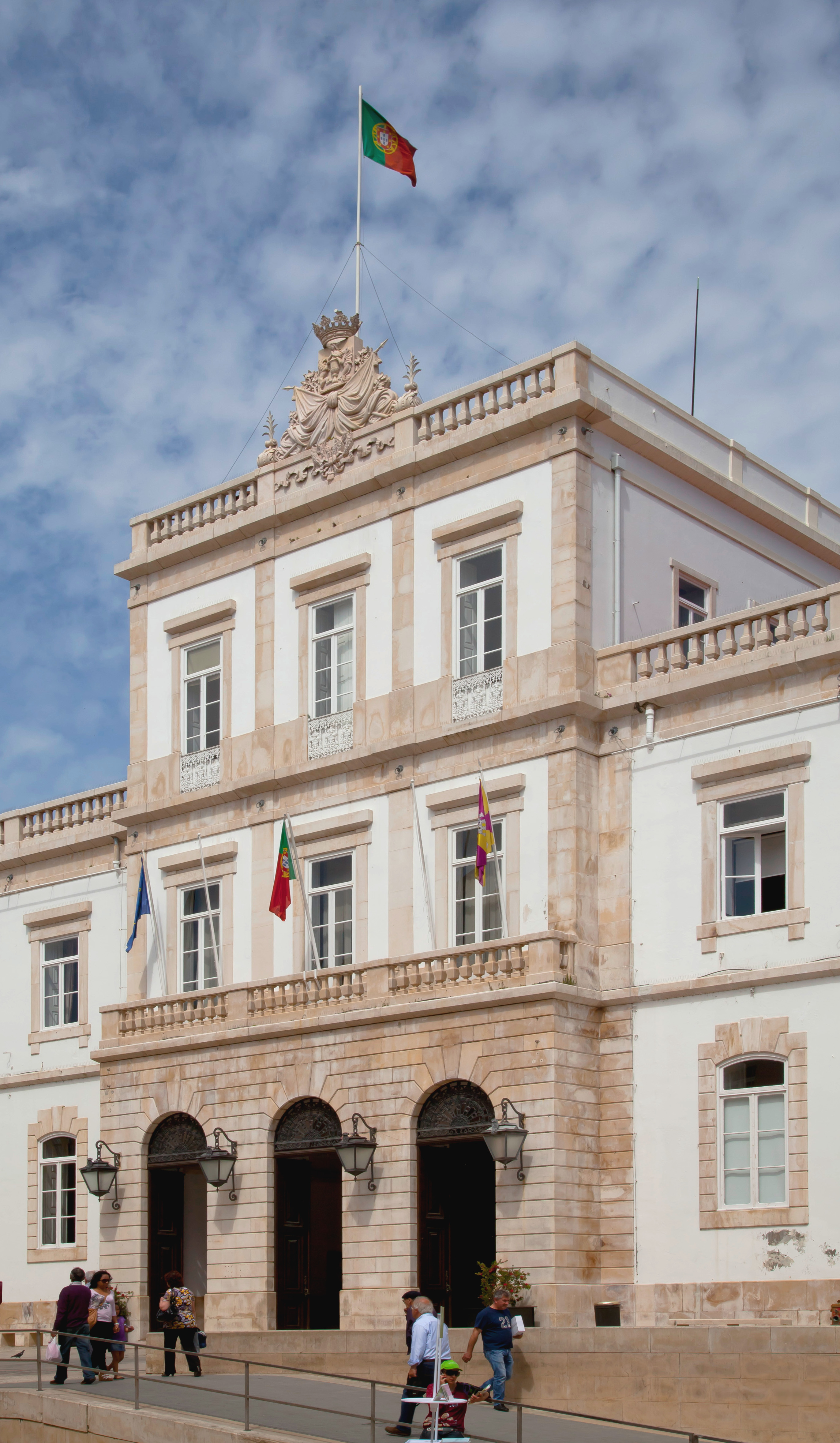
Câmara de Coimbra, 2012

Em baixo segue-se uma lista dos presidentes da Câmara Municipal de Coimbra, em Portugal.
- Agostinho José Pinto de Almeida, ca. 1834
- José António Rodrigues Trovão, ca. 1834-1835
- Francisco Maria Tavares de Carvalho, ca. 1835-1836
- Joaquim António da Silva, ca. 1836-1837
- José Machado de Abreu, ca. 1837
- António Inácio de Abreu, ca. 1837
- Agostinho José Pinto de Almeida, ca. 1838
- Jerónimo José de Melo, ca. 1839
- Frederico de Azevedo Faro e Noronha, ca. 1840-1841
- António Manuel Pereira, ca. 1841-1842
- José Machado de Abreu, ca. 1843-1844
- Joaquim Inácio Roxanes, ca. 1845-1846
- Joaquim de Castro Henriques, ca. 1846
- Francisco Fernandes da Costa, ca. 1846
- Manuel Marques de Figueiredo, ca. 1847
- António José Cardoso Guimarães, ca. 1847-1851
- Cesário Augusto de Azevedo Pereira, ca. 1852-1855
- António Augusto da Costa Simões, ca. 1856-1857
- Raimundo Venâncio Rodrigues, ca. 1858-1862
- Francisco Fernandes da Costa, ca. 1862
- António Luís de Sousa Henriques Seco, ca. 1863
- D. José Maria de Vasconcelos Azevedo Silva e Carvajal, Visconde Das Canas, ca. 1864-1865
- Manuel Dos Santos Pereira Jardim, Visconde de Montessão, ca. 1866-1867
- Raimundo Venâncio Rodrigues, ca. 1868-1869
- Joaquim Augusto das Neves Barateiro, ca. 1870-1871
- Lourenço de Almeida Azevedo, ca. 1872-1873
- Fernando Augusto de Andrade Pimentel e Melo, ca. 1874-1875
- Lourenço de Almeida Azevedo, ca. 1876-1885 [2]
- João José Dantas Souto Rodrigues, ca. 1886
- Luís da Costa e Almeida, ca. 1887
- Manuel da Costa Alemão, ca. 1890-1892
- João Maria Correia Aires de Campos, ca. 1893-1895
- Luís Pereira da Costa, ca. 1896-1898
- Manuel Dias da Silva, ca. 1899-1904
- José Ferreira Marnoco e Sousa, ca. 1905-1907, 1908
- João Rodrigues Donato, ca. 1908
- Sidónio Bernardino Cardoso da Silva Pais, ca. 1910
- António Augusto Gonçalves, ca. 1911-1913
- José Falcão Ribeiro, ca. 1913
- Francisco Vilaça da Fonseca, ca. 1914-1917
- Eusébio Tamagníni de Matos Encarnação, ca. 1918
- Augusto Joaquim Alves dos Santos, ca. 1919
- Fernando Baeta Bissaya-Barreto Rosa, ca. 1923
- Mário Augusto de Almeida, ca. 1926-1928
- Abel Augusto Dias Urbano, ca. 1928
- João Dos Santos Jacob, ca. 1929-1931
- Afonso José Maldonado, ca. 1931
- Manuel Serras Pereira, ca. 1934
- Luís Wittnich Carrisso, ca. 1935
- Ferrand Pimentel de Almeida, ca. 1935-1941
- Alberto de Sá Oliveira, ca. 1942-1951
- José Maria Correia Cardoso, ca. 1951-1957
- Joaquim de Moura Relvas, ca. 1957-1966
- Júlio de Araújo Vieira, ca. 1966-1974
- Rui Braga Carrington da Costa, ca. 1974-1976
- Maria Judite Pinto de Abreu, ca. 1977-1980
- António Monteiro Dos Santos Moreira, ca. 1980-1983
- Fernando Luís Mendes Silva, ca. 1983-1986
- António Monteiro dos Santos Moreira, ca. 1986-1990
- Manuel Augusto Soares Machado, ca. 1990-2002, 2013-2021[3](pt)
- Carlos Manuel de Sousa Encarnação, ca.2002-2010[4]
- João Paulo Barbosa de Melo, ca. 2010-2013
- José Manuel Silva, ca. 2021-present